# Лаосская тенуалоза
 Лаосская тенуалоза (лат. Tenualosa thibaudeaui ) — вид лучепёрых рыб семейства сельдевых. Эндемик бассейна реки Меконг.

## Описание
Тело относительно высокое, сжато с боков. В средней части верхней челюсти располагается выраженная выемка, что является отличительной особенностью представителей рода тенуалозы. Жаберные тычинки тонкие, их намного больше, чем у других представителей рода, количество значительно возрастает по мере роста рыб и варьируется от 204 до 316 на нижней половине жаберной дуги. Брюшной киль хорошо развит с 28—30 килеватыми чешуйками. За жаберными крышками есть хорошо выраженное тёмное пятно, далее по бокам тела проходит ряд тёмных пятен .